# 塔伊羅韋
46°21′54″N 30°38′48″E / 46.36500°N 30.64667°E

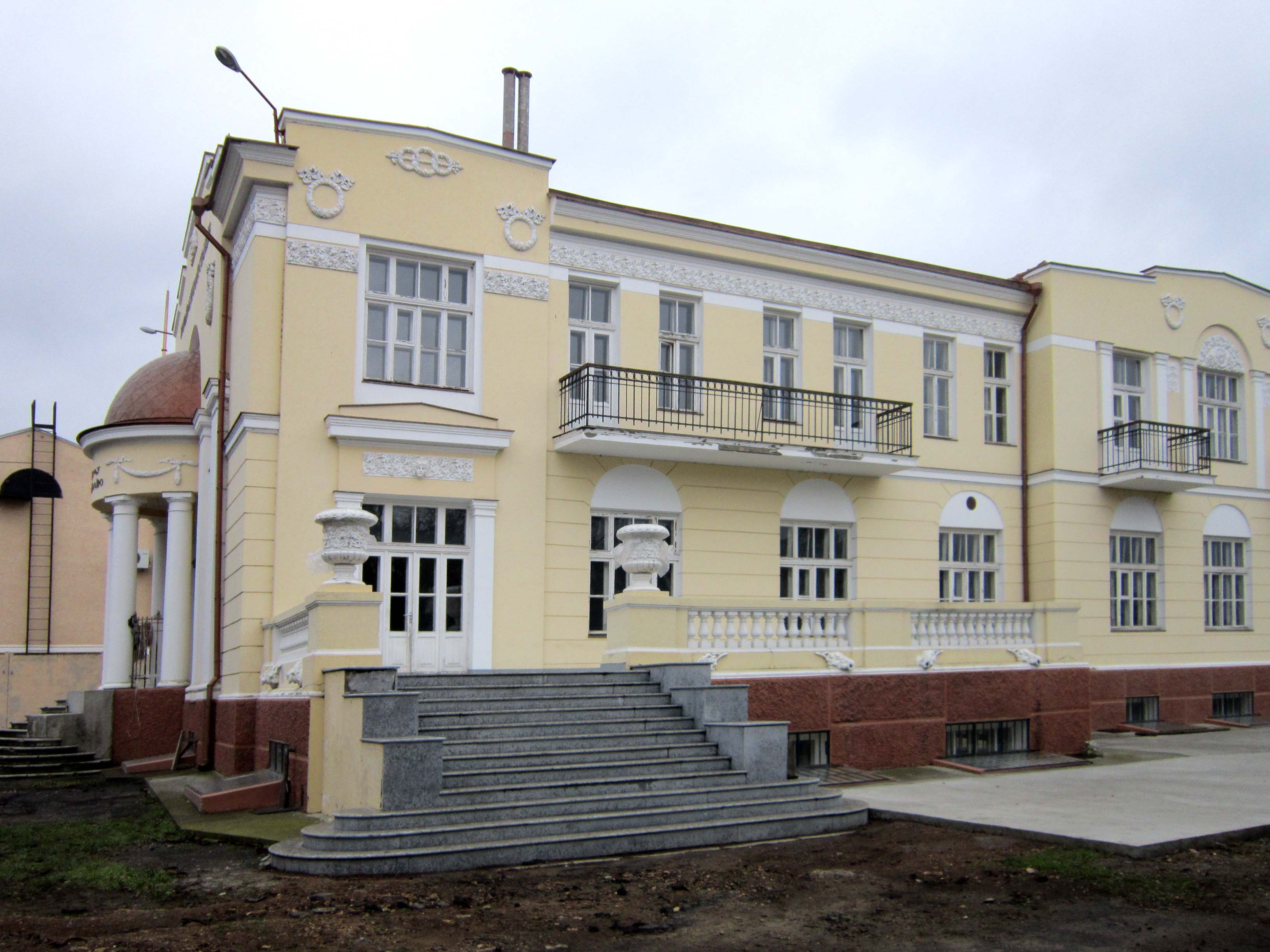
庄园建筑

塔伊羅韋，是烏克蘭西南部敖德薩州敖德萨区塔伊罗韦市镇内的市級鎮及其行政中心。處於奧維迪奧波爾以北25公里，面積1.5平方公里，2011年人口2,593，人口密度每平方公里1,728.7人。